# Stazione Kievskij
La stazione Kievskij (in russo Киевский вокзал?, Kievskij vokzal) è una delle nove principali stazioni ferroviarie di Mosca.
Inaugurata nel 1899, è ubicata in Piazza dell'Europa (in russo площадь Европы?, plošad' Evropy), all'inizio della Bol'šaja Dorogomilovskaja ulica nel quartiere Dorogomilovo della capitale. È inoltre l'unica stazione ferroviaria moscovita ad affacciarsi sul fiume Moscova.
Come suggerito dal nome, erano ivi effettuati servizi regolari a cadenza giornaliera per Kiev, oltreché per altre città dell'Ucraina (Odessa, Leopoli, Mykolaïv, Kryvyj Rih e Dnipro), della Moldavia (Chișinău) e della Russia (Brjansk, Klimovo, Novozybkov), oggi in parte dirottati verso la stazione Belorusskij. Una flotta di treni suburbani (električki) collega quindi la stazione con i binari della linea ferroviaria suburbana Kievskij, in particolare con le città russe di Aprelevka, Naro-Fominsk, Balabanovo, Obninsk, Malojaroslavec e Kaluga. La stazione Kievskij dispone di collegamenti diretti con l'Aeroporto di Mosca-Vnukovo (Aeroexpress), ed è inoltre fornita di una fermata della metropolitana sulle linee Arbatsko-Pokrovskaja, Filëvskaja e Kol'cevaja.

## Storia e stile
Sebbene la stazione passeggeri risalga alla fine del XX secolo, l'edificio venne costruito tra il 1914 e il 1918 in stile neobizantino, particolarmente pronunciato nella torre dell'orologio di 51 metri di altezza. Originariamente nota come stazione Brjanskij (in russo Брянский вокзал?, Brjanskij vokzal), fu progettata dagli ingegneri Ivan Rerberg e Vladimir Šuchov ed è considerata un importante punto di riferimento dell'architettura e dell'ingegneria dell'epoca.
L'edificio della stazione è affiancato da una gigantesca rimessa dei treni che si distingue per la sua semplicità e audacia costruttiva. Le piattaforme sono coperte da una massiccia struttura parabolica vetrata (lunga 321 metri, larga 47,9 metri, e alta 30 metri) del peso di oltre 1 250 tonnellate. Le sue capriate d'acciaio traforate sono ben visibili e dimostrano l'eleganza dell'imponente edificio.
In passato erano inoltre presenti collegamenti con le città di Belgrado, Zagabria, Varna, Bucarest, Sofia, Niš, Budapest, Praga, Vienna e Venezia.